# Tacht-i Sangin
Koordinaten: 37° 3′ 17,3″ N, 68° 16′ 54,5″ O

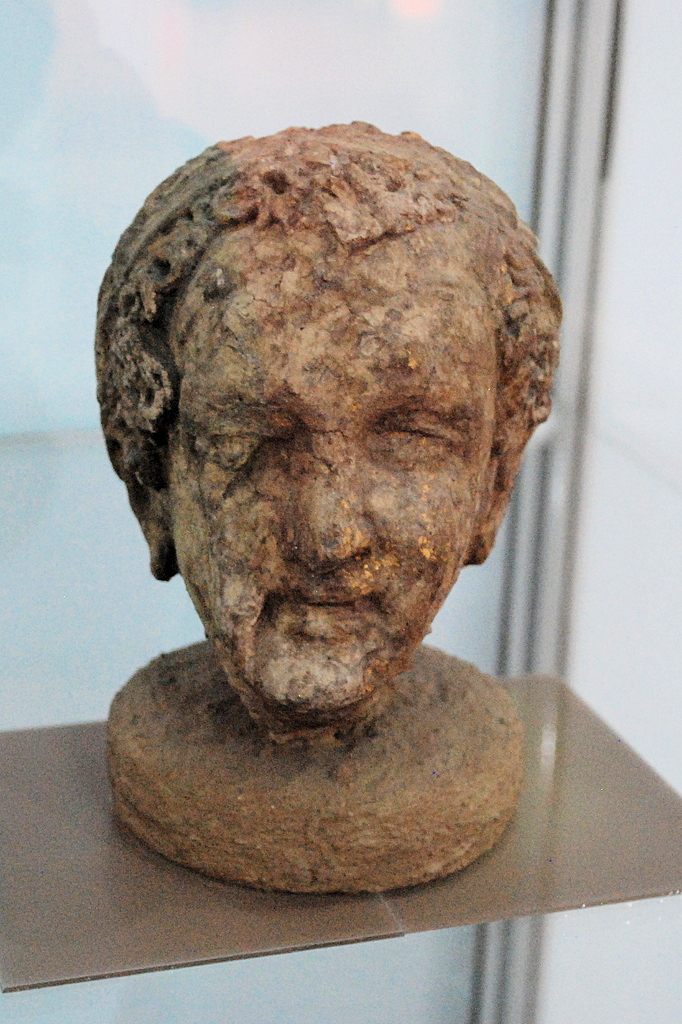
Büste eines Mannes, gefunden in Tacht-i Sangin

Tacht-i Sangin (englisch Takht-i Sangin, tadschikisch Тахти сангин Tachti sangin, persisch تخت سنگین, DMG Taḫt-i Sangīn, ‚Felsenthron‘) ist eine archäologische Fundstätte im Süden Tadschikistans. Sie umfasst eine Befestigungsanlage und einen großen Tempel, der als Oxos-Tempel bekannt ist. Die Anlage wurde im 3. Jahrhundert v. Chr. angelegt und weist architektonische, kulturelle und religiöse Charakteristika des persischen Achämenidenreichs und des Griechisch-Baktrischen Königreichs auf.

## Lage
Die Fundstätte befindet sich nahe dem Zusammenfluss der Flüsse Pandsch und Wachsch zum Amudarja, einem der großen Ströme Zentralasiens, der in der Antike Oxos genannt wurde. Der Pandsch und im weiteren Verlauf der Amudarja bilden in diesem Gebiet die Grenze zwischen Tadschikistan und dem südlichen Nachbarstaat Afghanistan, sodass Tacht-i Sangin heute unmittelbar an der Grenze zwischen beiden Staaten liegt. Das Gelände fällt von den Gipfeln der westlichen Ausläufer des Pamirs steil in das Tal des Flusses ab, wobei Tacht-i Sangin auf einer Felsenplattform oberhalb des Flusses erbaut wurde. Diese Lage erklärt den Namen der Fundstätte, der sich mit Felsenplattform oder Felsenthron übersetzen lässt. Die Umgebung der Fundstätte ist dünn besiedelt, größere Städte sind das afghanische Kundus, circa 60 Kilometer südöstlich von Tacht-i Sangin gelegen, und die tadschikische Provinzhauptstadt Bochtar circa 100 Kilometer nördlich der Fundstätte.

## Geschichte
Die historischen Hintergründe von Tacht-i Sangin sind noch nicht abschließend geklärt und Gegenstand aktueller Forschung. Die Entstehung des Oxos-Tempels wird heute in das 3. Jahrhundert v. Chr. datiert und damit in die Zeit nach den Feldzügen Alexanders des Großen, die ihn bis auf das Gebiet des heutigen Tadschikistans geführt hatten. Nach dem Tod Alexanders war die Region Teil des Seleukidenreichs und ab 256 v. Chr. zentraler Bestandteil des griechisch-baktrischen Königreichs, das durch Abspaltung vom Seleukidenreich unter Diodotos I. gegründet wurde. Trotz dieser Datierung finden sich auch zahlreiche Fundstücke aus der Zeit des Achämenidenreichs, das mit der Niederlage gegen Alexander den Großen unterging. Diese Stücke stammen demnach nicht aus Tacht-i Sangin, sondern wurden bereits vor der griechischen Invasion hergestellt. Möglicherweise wurden die Stücke aus einer nahegelegenen Tempelanlage aus achämenidischer Zeit nach Tacht-i Sangin überführt. Neben den achämenidischen und hellenistischen Fundstücken belegen insbesondere Münzfunde auch den Einfluss des Reiches Kuschana, das von Nordindien aus ab dem zweiten Jahrhundert v. Chr. die Kontrolle über einige Gebiete im Süden des griechisch-baktrischen Königreichs gewinnen konnte. Der Tempel bestand demnach zeitweise auch unter der Herrschaft der Kuschana fort, ehe er in Folge der kulturellen und religiösen Veränderungen in der Region nach dem Untergang des griechisch-baktrischen Königreichs in Vergessenheit geriet.
Seit dem 9. November 1999 ist die Fundstätte Tacht-i Sangin auf der Vorschlagsliste Tadschikistans für die Aufnahme in das UNESCO-Welterbe aufgeführt.

## Beschreibung

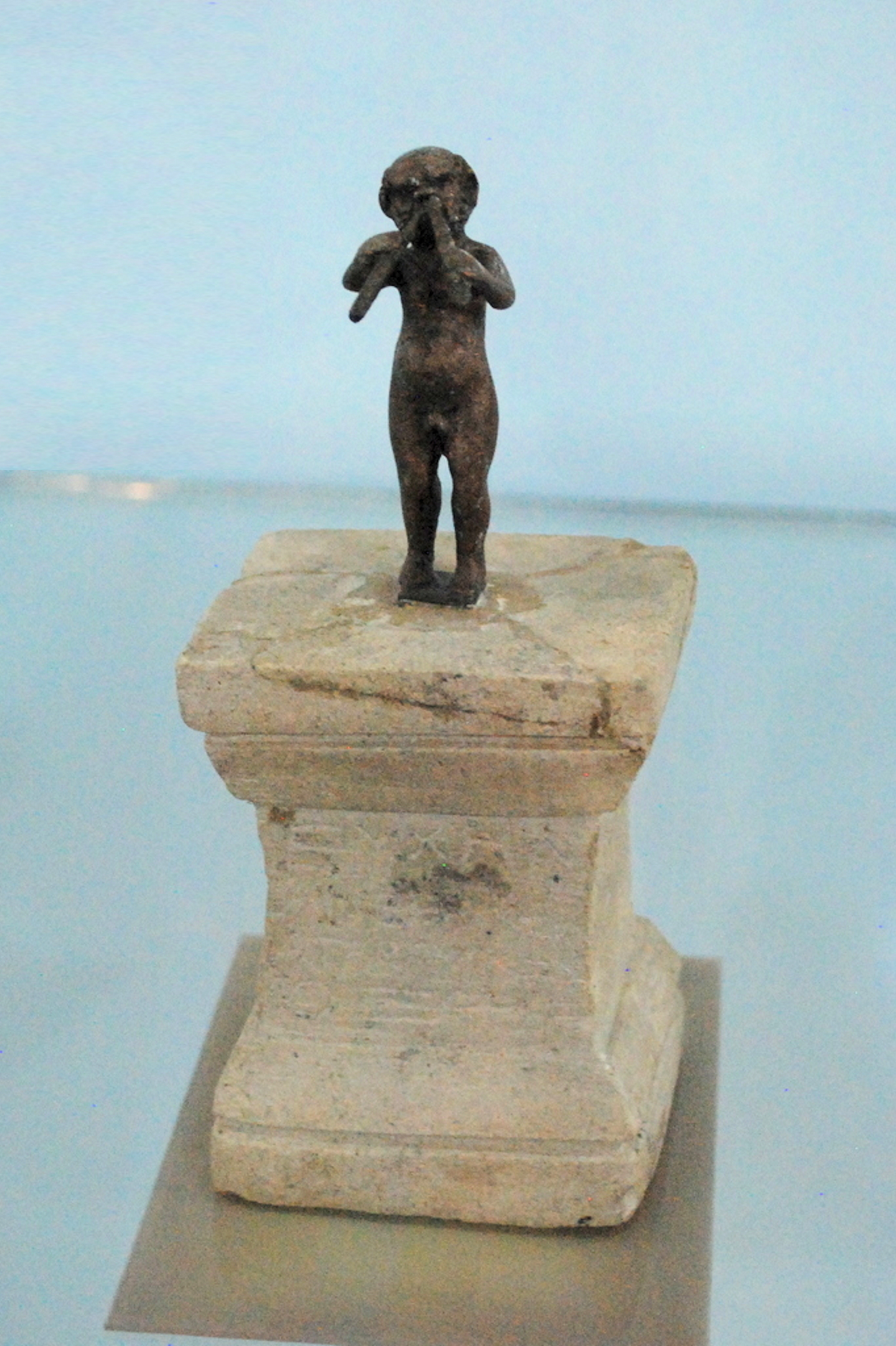
Altar aus Kalkstein mit eingeritzter Widmung in Altgriechisch, heute im Tadschikischen Nationalmuseum in Duschanbe

Das Zentrum der Anlage bildet eine Zitadelle, in der sich auch der Oxos-Tempel befand. Die umliegende Siedlung erstreckte sich in einem Umkreis von circa einem Kilometer rund um die Zitadelle. Die Besiedlungsspuren deuten auf ein rechtwinkliges Wegenetz in der Stadt hin, von Gebäuden außerhalb der Zitadelle sind hauptsächlich Überreste von Fundamenten und Säulen erhalten. Die bis zu drei Meter dicken Mauern der Zitadelle umschließen eine Fläche mit den Maßen 235 mal 167 Meter. Das zentrale Gebäude der Zitadelle war der Oxos-Tempel, der auf einer quadratischen Grundfläche mit einer Seitenlänge von 51 Metern erbaut war. Die Tempelanlage war symmetrisch angelegt mit dem Haupteingang im Osten, der als Portikus mit zwei Säulenreihen aus jeweils vier Säulen gestaltet war. Der Eingang zur Tempelanlage führte in einen Innenhof, an dessen westlichem Ende sich das spirituelle Zentrum der Anlage befand. Dieses erstreckte sich auf einer quadratischen Fläche von 32 Metern Seitenlänge und bestand aus einem zentralen Altarraum, flankiert von vier kleineren Säulenhallen. In der architektonischen Tradition des Zoroastrismus befand sich in den Säulenhallen der Ateschgah (dt. Hort des Feuers), wo eine ewige Flamme brannte.
Die Fundstätte Tacht-i Sangin weist architektonische Merkmale verschiedener Kulturen und Epochen auf. Die zahlreichen Säulen der Anlage waren im Stile der Ionischen Ordnung gestaltet, während die verbauten Ziegel und die Bauweise der Mauer deutliche Merkmale achämenidischer Architektur aufweisen. Die Gestaltung der Tempelanlage deutet auf einen Synkretismus hellenistischer und zoroastrischer Glaubensvorstellungen hin, was bereits eine altgriechische Inschrift auf einem Altar aus Kalkstein im Oxos-Tempel nahelegt:

„Atrosokes widmet sein Gelübde dem Oxos“

Der Name Atrosokes ist zoroastrischen Ursprungs, während die Widmung für den Oxos, den antiken Namen des Amudarjas, auf einen sowohl in der griechischen Mythologie als auch im Zoroastrismus verbreiteten Wasser- und Flusskult hindeutet. Weitere Spuren des hellenistischen Einflusses sind Darstellungen von Nymphen und anderen Wesen der griechischen Mythologie, die sich auf zahlreichen Fundstücken aus Tacht-i Sangin fanden.

## Archäologische Untersuchung
Die Forschungsgeschichte rund um Tacht-i Sangin begann maßgeblich mit den Ausgrabungen der sowjetischen Archäologen Boris Litwinski und Igor Pitschikjan von 1976 bis 1991. Die beiden Archäologen erstellten basierend auf langjährigen Ausgrabungen einen Lageplan der Anlage und legten die Überreste der Zitadelle und des Oxos-Tempels frei. Insgesamt wurden bei Ausgrabungen auf dem Gelände von Tacht-i Sangin mehr als 5000 einzelne Objekte gefunden, von denen heute zahlreiche im Tadschikischen Nationalmuseum ausgestellt sind. Darunter sind Münzen aus verschiedenen Epochen sowie zahlreiche Waffen und Kunstwerke, insbesondere aus Elfenbein. Die Kunstgegenstände waren mehrheitlich Statuen, Büsten und Reliefe im griechischen Stil, während die gefundenen Waffen mehrheitlich achämenidischer Herkunft sind.
Aus dem 3./2. Jahrhundert v. Chr. stammen 44 Bruchstücke von griechischen Auloi (paarweise gespielte Rohrblattinstrumente). Die Auloi bestehen aus gut erhaltenen, sorgfältig bearbeiteten Röhrenknochen mit Grifflöchern, von denen mehrere mit Bronzeringen zu einem Blasinstrument zusammengesteckt wurden. Die verschiebbaren Verbindungsstellen erlaubten es, die Tonhöhe zu justieren. Diese Technik, um das Instrument auf unterschiedliche Tonarten einzustellen, war bislang nur aus der späteren Römischen Kaiserzeit bekannt. Mit Bronzeteilen konnten überdies die unteren Tonlöcher zur Veränderung des Grundtons geschlossen werden.
Die Forschungsgeschichte rund um Tacht-i Sangin ist eng verbunden mit der Frage nach der Herkunft des Oxos-Schatzes. Es wird dabei davon ausgegangen, dass der Schatz aus der Umgebung von Tacht-i Sangin stammt, als wahrscheinlicher Fundort gilt Tacht-i Kuwad, eine weitere Fundstätte wenige Kilometer entfernt von Tacht-i Sangin. Auch ein Zusammenhang zwischen der Tempelanlage und Alexander dem Großen wurde oftmals hergestellt, inzwischen wird der Bau der Tempelanlage aber in die post-alexandrinische Periode datiert. Insgesamt ist Tacht-i Sangin eine der bedeutendsten Fundstätten für die Erforschung der graeco-baktrischen Kultur.

## Galerie
Weitere Fundstücke aus Tacht-i Sangin, ausgestellt im Tadschikischen Nationalmuseum:

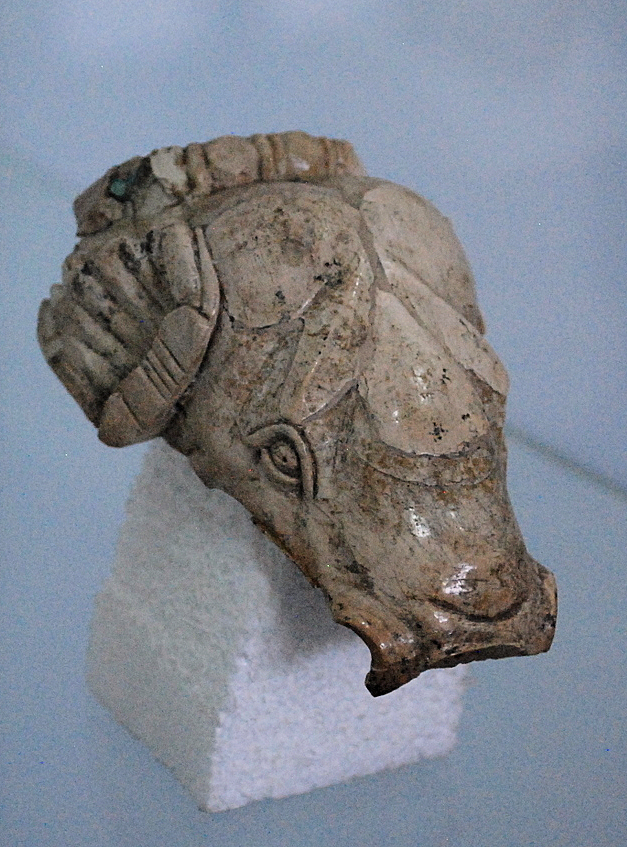
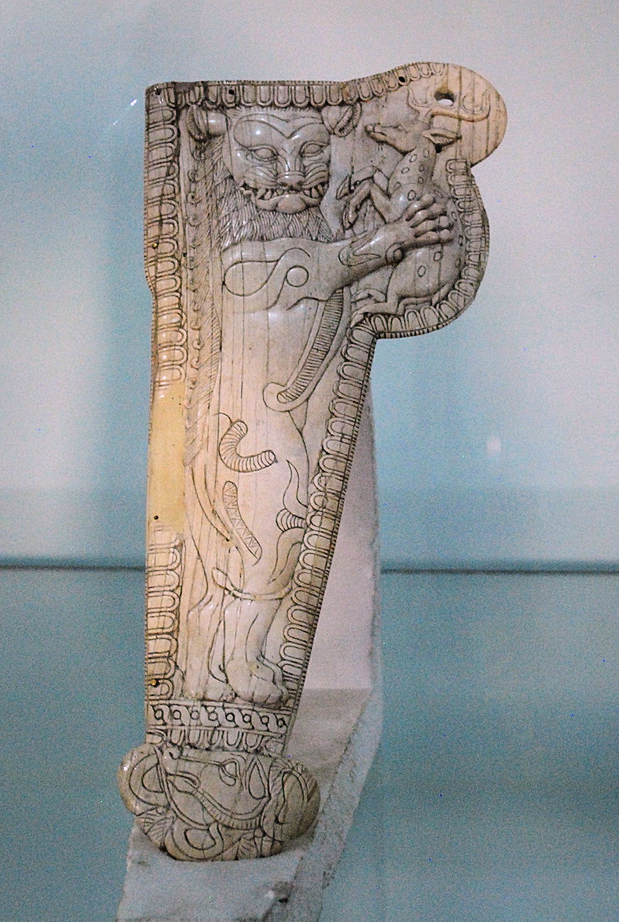
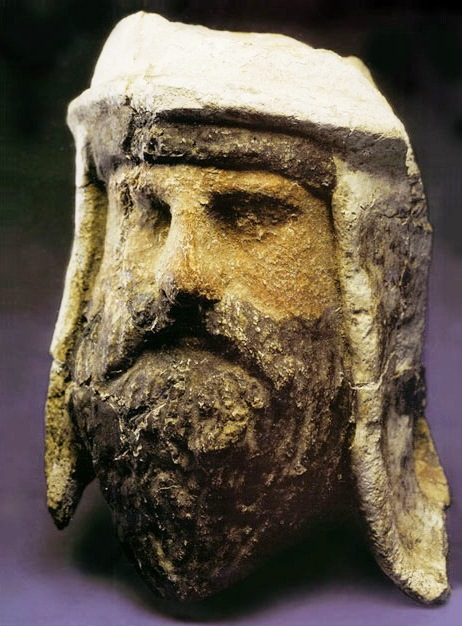
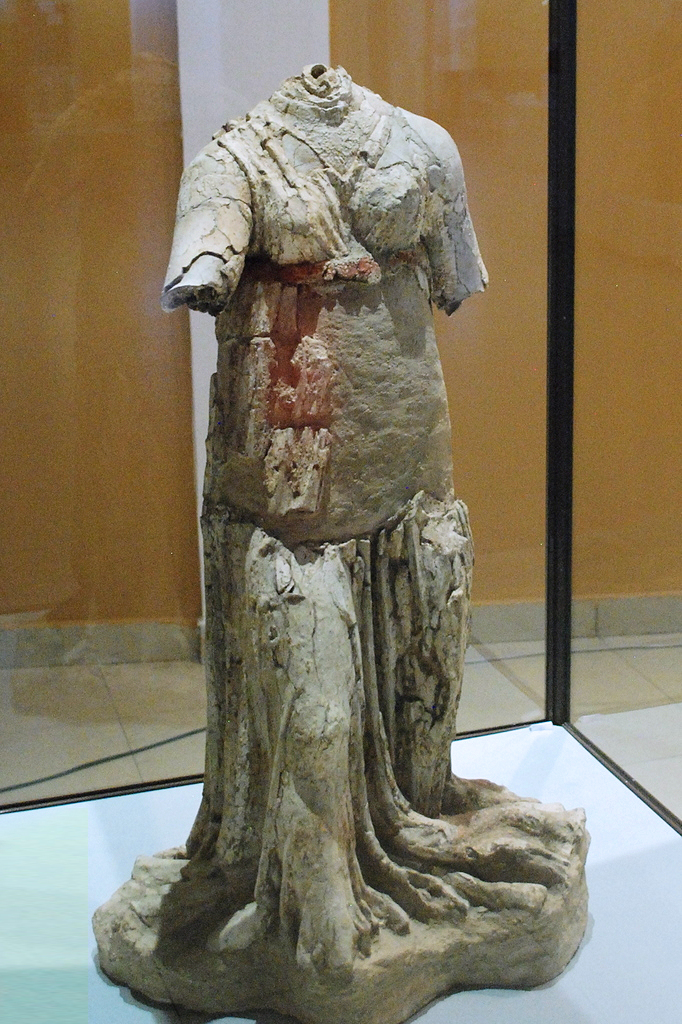
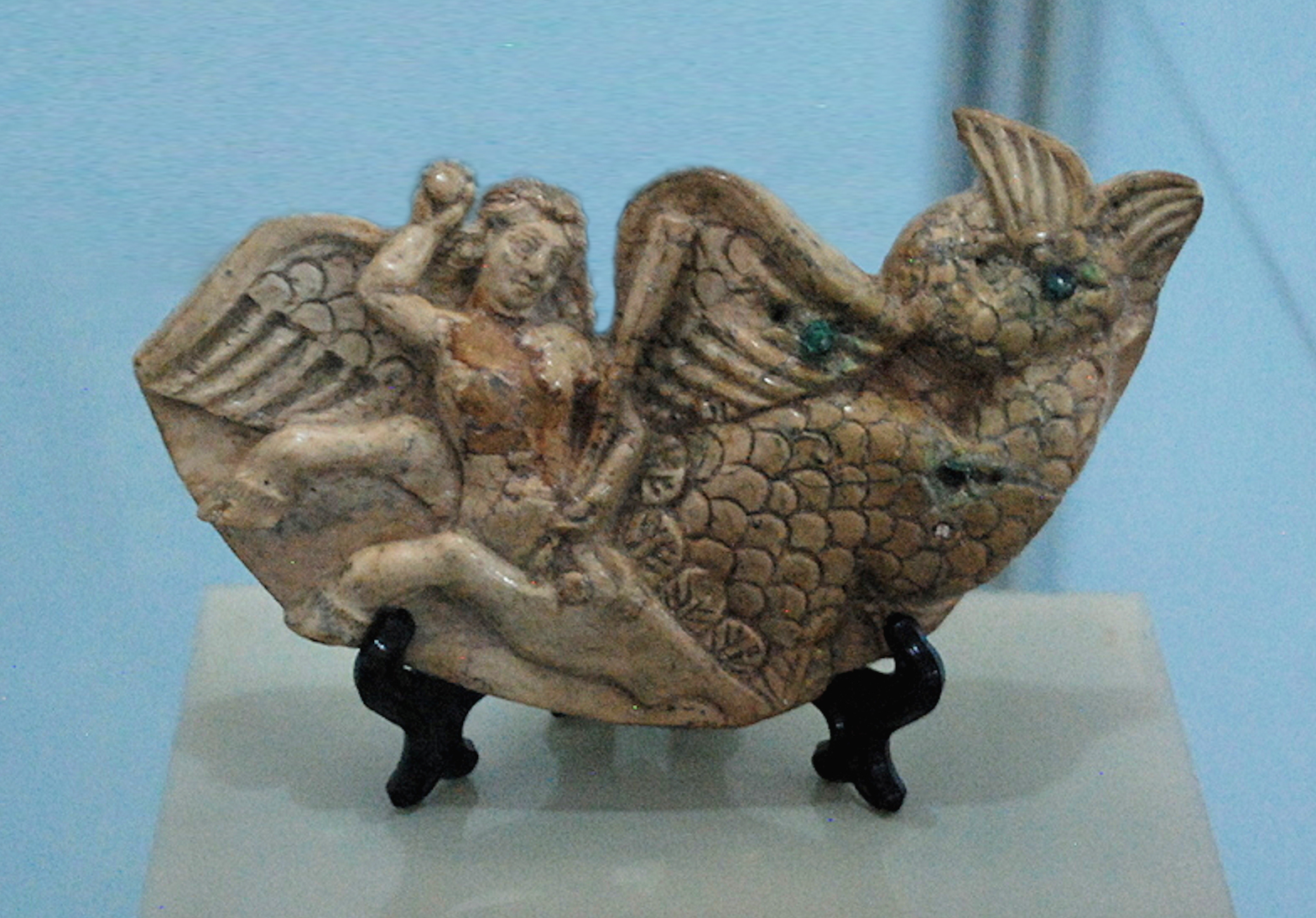